# Ostatnia fala
Ostatnia fala (ang. The Last Wave) – australijski thriller z 1977 roku w reżyserii Petera Weira, opowiadający o konfrontacji świata białych z nieznaną i tajemniczą kulturą Aborygenów.
Zdjęcia kręcono w Sydney i Adelaide.

## Fabuła
Bohater filmu, prawnik David Burton - broniący oskarżonych o zbrodnię Aborygenów, nagle zostaje uwikłany w aborygeńskie rytuały, które odsłaniają przed nim tajemnice jego posłannictwa w świecie stojącym u progu zagłady.

## Wystąpili
- Richard Chamberlain
- David Gulpilil
- Olivia Hamnet